# 牟家镇
牟家镇，是中華人民共和國四川省鄰水縣下辖的一个乡镇级行政单位。2019年12月，撤销甘坝乡，将所属行政区域划归牟家镇管辖。

## 概况[3]
牟家鄉位於鄰水縣西部，東臨梁板鄉，西接甘壩鄉，北靠城南鄉，南依合流鄉。公社駐地牟家坪，相傳清朝初年，由牟姓開設的店鋪發展為鄉場，又因此地較平坦，故名牟家坪。在1940年前後均稱牟家鄉，屬一區所轄。1958年成立牟家公社，1967年改為光輝公社，1973年恢復原名。全鄉12個村，106個生產隊，境內大部屬淺丘，東部為低山。總面積34平方公里，其中耕地面積18313畝，森林面積3200畝。土壤多為沙壤，土質肥沃，物產豐富。御臨河流經中部。

## 行政区划
牟家鎮下轄以下地區：
牟家坪社区、向阳村、狮台村、麻河村、凉垭村、向新村、九合村、跳狮村、罗星村、长胜村、刘家沟村、金凤村和双店村。
牟家坪社區、向陽村、獅台村（狮子湾、台子湾）、麻河村（原名楠木）、涼埡村、向新村（原名新合）（向阳湾、新屋湾）、九合村、跳獅村、羅星村（原名太平）、長勝村（原名凤凰）、劉家溝村（原名新民）、金鳳村、雙店村（原名兴隆）。